# Artem Gomelko
Artem Gomelko (Bielorrusia, 8 de diciembre de 1989) es un futbolista bielorruso. Juega de portero y su actual equipo es el FC Torpedo Zhodino de la Liga Premier de Bielorrusia. 
Gomelko empieza a jugar al fútbol del Torpedo Zhodino, jugado 2 partidos. En diciembre de 2007 ficha por el ruso Lokomotiv Moscú. Sin embargo, el bielorruso no juega durante 2008-2010 años. El 6 enero de 2010 fue cedido al Naftan Novopolotsk, jugado 12 partidos. 

## Clubes
| Club                  | País        | Año       |
| --------------------- | ----------- | --------- |
| FC Torpedo Zhodino    | Bielorrusia | 2007      |
| Lokomotiv Moscú       | Rusia       | 2008-2010 |
| FC Naftan Novopolotsk | Bielorrusia | 2010      |
| FC Torpedo Zhodino    | Bielorrusia | 2011-     |